# Jerry Rinoldo
Jerry Rinoldo (Ribera, 21 marzo 1977) è un pallavolista italiano, schiacciatore-laterale della Olimpia Sant'Antioco.

## Biografia
Comincia a giocare a pallavolo a Ribera e nel 1993 va a farsi le ossa nelle giovanili della Pallavolo Catania.
Nel 1994 si trasferisce in Sardegna, dove rimane per 8 stagioni consecutive 4 con la VBA Olimpia Sant'Antioco, dove con Radamés Lattari colleziona qualche presenza in A1, e 4 con il Cagliari Volley.
Nel 2004 sposa la giocatrice di pallamano Fabiana Caddeo.
Nel 2005 lascia la Sardegna per la Pallavolo Loreto, per poi ritornarvi l'anno seguente a Sant'Antioco.
Nel 2007 è la volta della Puglia con la Pallavolo Squinzano e l'anno seguente con il Bari Volley.
Nel giugno del 2009 viene ingaggiato dalla Heraclea Volley Gela.
L'avventura in Sicilia, condita con una promozione in A2, dura solo un anno. Infatti, nell'estate del 2010 si trasferisce nuovamente a Sant'Antioco.

### Nazionale
Ha ricevuto diverse convocazioni nella Nazionale Italiana Under 23, nonché nella Nazionale juniores, con la quale ha disputato un Mondiale, e nella Nazionale militare.
Nel 2000 ha partecipato al raduno collegiale della Nazionale di Andrea Anastasi che stava preparando le Olimpiadi di Sydney.
Ha vinto un Campionato Europeo con la Nazionale militare di beach volley.